# Elektrostatisk maskine
En elektrostatisk maskine er en maskine, som en del af dens virke benytter elektrostatik. En elektrostatisk maskine er fx en elektrostatisk generator eller en elektrostatisk motor.
En elektrostatisk generator omsætter fra fx mekanisk arbejde - til elektrisk energi uden brug af magnetfelter. En elektrostatisk motor omsætter fra elektrisk energi uden magnetfelter - til mekanisk arbejde.